# باربرا كيلي
باربرا كيلي (بالإنجليزية: Barbara Kelly)‏ (و. 1924 – 2007 م) هي ممثلة تلفزيونية، وممثلة أفلام، ومقدمة برامج إذاعية، وممثلة مسرحية من المملكة المتحدة، وكندا، ولدت في فانكوفر الغربية، كولومبيا البريطانية، توفيت عن عمر يناهز 83 عاماً، بسبب سرطان.
.

## وصلات خارجية
- باربرا كيلي على موقع IMDb (الإنجليزية)
- باربرا كيلي على موقع أول موفي (الإنجليزية)
- باربرا كيلي على موقع قاعدة بيانات الأفلام السويدية (السويدية)
- باربرا كيلي على موقع قاعدة بيانات الفيلم (الإنجليزية)